# Сабатон

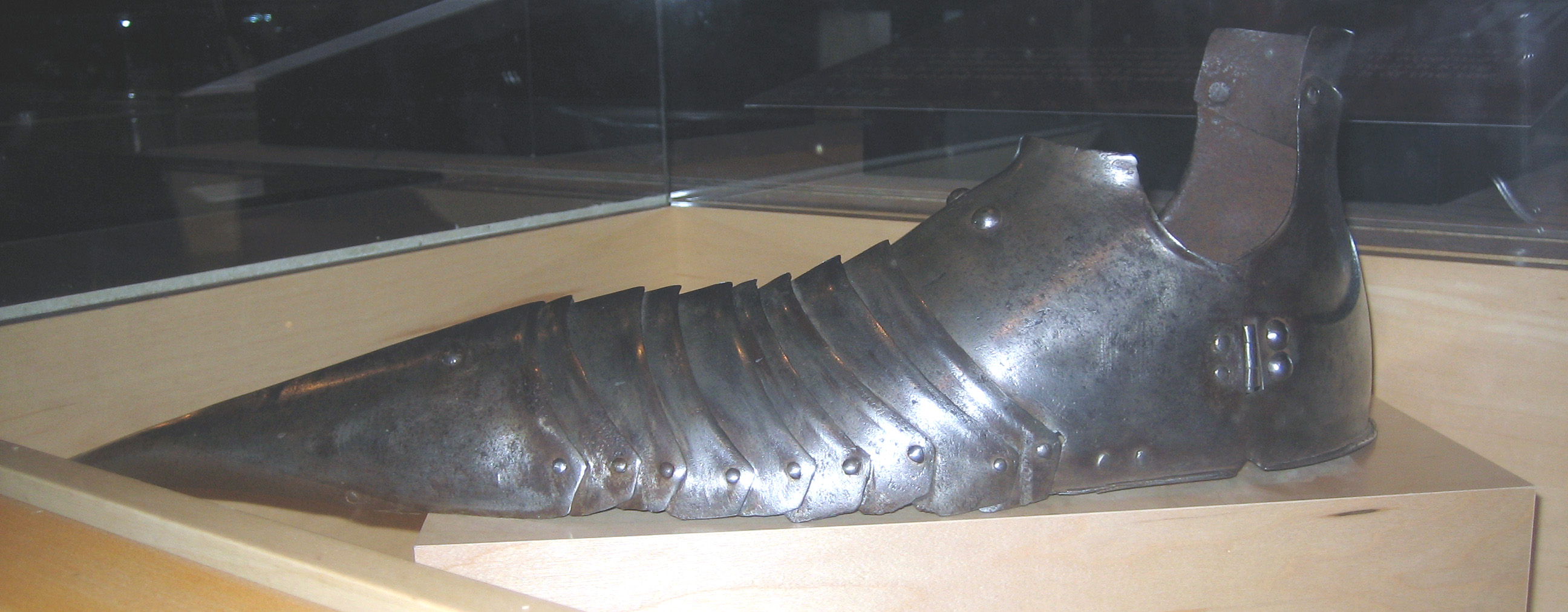

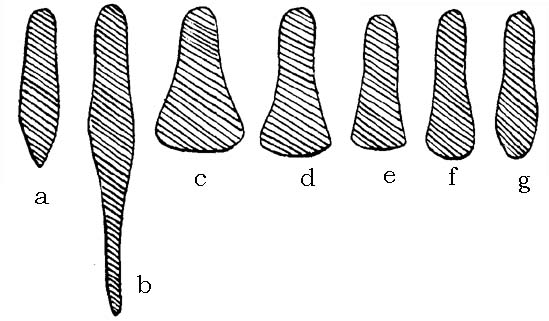
Еволюція форми сабатонів: а) 1290—1390. b) 1300—1490. с) 1500—1530. d) 1530—1540. е) 1540—1550. f) 1550—1560. g) 1560—1590

Сабатон (англ. sabaton), він же солерет (англ. solleret) — латний черевик. Кріпився до наголінника.
Перші панцерні сабатони з'явилися в Італії в середині XIV століття і складалися з 4-5 сегментів, а по формі копіювали тодішнє взуття, тобто мали короткий гострий носок.
В XV столітті в міланських і готичних обладунках сабатони робилися з довгим гострим носком, який для ходьби відстібувався. На противагу їм сабатони максиміліанівських обладунків копіювали тодішню моду на взуття і робилися широкими і тупими, їх за це називали «ведмежі лапи».
Пізніші сабатони робилися з круглим або злегка загостреним носком, і теж не довгі.
Вийшли з ужитку разом з наголінниками в другій половині XVI століття.